# Glenea clytoides
Glenea clytoides är en skalbaggsart. Glenea clytoides ingår i släktet Glenea och familjen långhorningar.

## Underarter
Arten delas in i följande underarter:
- G. c. clytoides
- G. c. bankaensis